# Iporá
Iporá é um município brasileiro do interior do estado de Goiás, Região Centro-Oeste do país. Localiza-se na região oeste do estado, na microrregião homônima e Mesorregião do Centro Goiano. A distância entre Iporá e a capital estadual, Goiânia, é de 215 quilômetros pela rodovia GO-060.
Sua população estimada pelo Instituto Brasileiro de Geografia e Estatística para 2022 é de 35.684 habitantes. Foi fundada em 1948 e a área tem mais de mil quilômetros quadrados.
A cidade ganhou grande repercussão na imprensa após a prisão do ex-prefeito Naçoitan Leite, que encerrou o mandato no fim de 2024.

## História
Iporá teve sua origem no arraial de Pilões, na margem direita do Rio Claro, em 1748. Nessa ocasião, não passava de uma guarnição militar dos dragões (polícia real portuguesa), que sediava a empresa de exploração de diamantes, locada pelos irmãos Felisberto e Joaquim Caldeira Brant, empresários paulistas que já mineravam em Goiás desde 1735, nas lavras de ouro. Começou com a construção de uma bela igreja em estilo colonial, sede da Paróquia do Senhor Jesus do Bom Fim, do Quartel da Guarda Real e de alguns casarões, além de um monte de ranchos de garimpeiros.
Depois desse primeiro momento das explorações dos diamantes, Pilões passou a ser um entreposto comercial entre Vila Boa de Goiás e Cuiabá. Já no Império do Brasil, por decreto provincial de 5 de julho de 1833, foi elevado a distrito de Vila Boa, com nome de Rio Claro, e a igreja teve o nome mudado para Paróquia de Nossa Senhora do Rosário. O povoado permaneceu como Rio Claro até ser transferido para as margens do córrego Tamanduá, pelo Decreto-lei n°557, de 30 de março de 1938, com o novo nome de Itajubá, oficializado pelo Decreto-lei n°1.233, de 31 de outubro do mesmo ano, e posteriormente rebatizado por Iporá ("Águas Claras", traduzido da língua tupi), pelo decreto-lei n°8.305, de 31 de dezembro de 1943.
Em 1938, o Distrito de Rio Claro passou a denominar-se "Itajubá", topônimo de origem tupi que significa "braço de pedra", pela junção de itá (pedra) e îybá (braço). Em 1942, Joaquim Paes Toledo e família doaram uma área de 100 alqueires goianos de terras para a edificação da Cidade. Em 1943, por Decreto-Lei Estadual nº 8.305, de 31 de dezembro , passa a denominar-se Iporá, também de origem indígena. Pela Lei Estadual nº 249, de 19 de novembro de 1948, foi elevado à categoria de município, instalando em 1º de janeiro de 1949, desmembrado do Município de Goiás.
Impulsionado pela agricultura e a pecuária, Iporá se desenvolveu rapidamente. Dez anos após a mudança, o povoado foi elevado de Distrito de "Goiás Velho" a município, pelo decreto-lei estadual de nº 249, de 19 de novembro de 1948, sendo a Prefeitura instalada em 01 de janeiro de 1949, quando, então, tomou posse, como Prefeito nomeado, o Ten. Luiz Alves de Carvalho, e que administrou a cidade até o dia 16 de março do mesmo ano, data em que foi empossado o primeiro Prefeito eleito, Israel de Amorim e ainda os sete Vereadores da primeira legislatura municipal, Antônio Mendes da Silva, Elpídio de Souza Santos, Daniel Tomás de Aquino, Itamar da Silva Meio, Antônio José da Costa, Joaquim Lopes Pedra (todos do PR), e Esmerindo Pereira (UDN).
Desde então, Iporá continua com sua vida de cidade emancipada, sempre progredindo, a cada dia se firmando como polo econômico, sociocultural e político do oeste goiano. Pela Lei Estadual de nº 700, de 14 de novembro de 1952, foi elevado a comarca, passando a ter o seu próprio forum.

## Toponímia
"Iporá" é um termo de origem tupi que significa "águas claras", através da junção dos termos  'y  (rio/água) e porang (branca/clara).

## Geografia
O município possui 1.027,249 km² e uma população estimada de 35.284 habitantes, segundo o Instituto Brasileiro de Geografia e Estatística em 2022.
A 10 quilômetros do perímetro urbano se encontra o Morro do Macaco, um desnível de 450 metros de altitude, onde pessoas de todo o Brasil costumam ir para a prática de vôo livre.
Na divisa entre os municípios de Iporá e Arenópolis, no Rio Caiapó, foi construída a primeira pequena central hidrelétrica (PCH) enquadrada no Programa de Incentivo às Fontes Alternativas de Energia Elétrica do governo federal do Brasil: a Pequena Central Hidrelétrica Mosquitão.

## Economia
A economia de Iporá tem crescido muito nos últimos anos com aumento do cultivo da plantação de soja no município e o comércio a cada ano tenha se fortalecido mais.

## Turismo
Possui um lago artificial urbano (Lago Pôr-do-Sol), que é atrativo turístico do município. O lago tem pista de areia, pista de caminhada (1 km), quiosques padronizados quadra de areia , quadra de futsal (e também de basquete) quadra de gramado sintético academia publica e pista para eventos, há também 6 praças espalhadas pela cidade.
A reserva ecológica do Morro do Macaco é considerado por muitos praticantes como um dos melhores lugares do Brasil para a prática do parapente e vôo livre e também e considerado por muitos praticantes do esporte um ótimo lugar tanto para trilhas de bicicletas como para trilhas de motocross.
A cidade de Iporá possui 5 (cinco) eventos anuais que atrai milhares de turistas;
- Réveillon no Lago Pôr do Sol;
- Encontro Nacional dos Muladeiros (o maior encontro de muladeiros da América Latina), o evento sempre acontece na última semana de janeiro;
- Carnaval no Lago Pôr do Sol;
- Festa da Nossa Senhora Auxiliadora (a terceira maior festa religiosa do Estado de Goiás), mais conhecida como a Festa de Maio, durante um mês antecedendo a festa romarias na casa de fiéis da Nossa Senhora Auxiliadora, na semana da festa centenas de barracas comerciais na avenida 15 de novembro, o dia festa é sempre na data 24 de maio;
- Expoipo - Exposição agropecuária de Iporá - exposição de animais, leilões, rodeios, shows sertanejos, o evento sempre acontece na última semana de julho;

## Órgãos públicos regionais
- 20º CRPM - PMGO - 12° Batalhão da Polícia Militar - Batalhão Caiapó;
- 20ª Delegacia Regional da Polícia Civil;
- Polícia Técnico - Científica - 9º Núcleo Regional de Iporá;
- 13ª Companhia Independente do Corpo de  Bombeiro Militar de Goiás - Iporá;
- Tiro de Guerra 11-012 (Exército Brasileiro);
- Equatorial Energia - Regional Iporá;
- Saneago - Regional Iporá;
- Agência Fazendária de Iporá - Secretaria da Economia de Goiás;
- Agrodefesa Regional Rio Caiapó;
- Emater Regional Caiapó;
- Regional de Saúde Oeste I - Iporá;
- Complexo Regulador Oeste;
- Coordenação Regional de Educação de Iporá;
- Ipasgo Regional de Iporá;
- CREA GO - Inspetoria Regional de Iporá;
- Vapt Vupt Iporá;
- IBGE - Regional Iporá;
- Agência da Previdência Social (INSS) - Instituto Nacional do Seguro Social.
- Detran Goiás;
- JUCEG - Junta Comercial do Estado de Goiás;

## Educação
O município de Iporá é considerado um polo educacional para a região oeste de Goiás.
No município se encontram diversas instituições de ensino superior. Entre elas:
- IF Goiano (Instituto Federal de Educação, Ciência e Tecnologia Goiano) – Campus Iporá;
- UEG (Universidade Estadual de Goiás) - Unidade Universitária de Iporá;
- Uniporá (Antiga Faculdade de Iporá);
- Virtus Aprimoramento Intelectual;
- UNIP Virtual;
- UNOPAR Virtual;

Rede pública de ensino:
- Núcleo Infantil Padre Wiro;
- Núcleo Infantil Criança Feliz;
- Núcleo Infantil Criança Cidadã;
- Núcleo Infantil Dona Carolina;
- Núcleo Infantil Edmê Falcão;
- Núcleo Infantil Cida Paixão;
- Núcleo Infantil Cosme e Damião;
- Núcleo Infantil Passinho do Saber;
- Escola Municipal Valduce Sena Silva Coutinho;
- Escola Municipal São João da Escócia:
- Escola Municipal Jorcelino Alves Barbosa;
- Escola Municipal Dona Ritinha;
- Escola Municipal Valdivino Silva Ferreira;
- Escola Estadual Israel de Amorim;
- Escola Estadual Edmo Teixeira;
- Escola Municipal Joaquim Berto;
- Colégio Estadual Dom Bosco (EJA) Educação de Jovens e Adultos "Supletivo";
- Colégio Estadual Elias Araújo Rocha;
- CEPI de Aplicação;
- Escola Municipal Odilon José de Oliveira;
- Escola Municipal Vereador Antônio Laurindo;
- CEPI Osório Raimundo de Lima;
- Colégio Estadual da Polícia Militar de Goiás - Unidade Ariston Gomes da Silva.

Rede particular de ensino:
- Colégio Exato;
- Colégio Integração;
- Escola Balão Mágico;
- Educandário Tia Eliane.

## Religião
- Igreja Católica - três paróquias (Nossa Senhora Auxiliadora, Paulo VI e Imaculada Conceição)
- Assembleia de Deus (Ministério de Madureira) - Campo de Iporá;
- Igreja Batista;
- Comunidade Cristã Cristã Boas Novas;
- Igreja Presbiteriana do Brasil;
- Segunda Igreja Batista
- Igreja Batista Renovada
- Igreja Cristã Evangélica;
- Congregação Cristã no Brasil;
- Igreja Pentecostal Deus é Amor;
- Igreja de Deus no Brasil;
- Adventista do Sétimo Dia;
- Testemunhas de Jeová;
- Centro Espírita Ismael;
- Centro Espírita Seara de Luz;
- Vale do Amanhecer;
- Sociedade Brasileira de Eubiose.

## Saúde
Iporá possui oito unidades de saúdes espalhadas ao longo da cidade, três hospitais da rede privada (Hospital Evangélico de Iporá, Hospital Cristo Redentor e Hospital e Maternidade São Paulo), um hospital da rede pública (Hospital Municipal de Iporá), uma UPA (Unidade de Pronto Atendimento); uma unidade do SAMU, uma clinica de Hemodiálise, uma central de regulação, um banco de sangue, um centro de reabilitação, um centro de especialização odontológicas e várias clínicas.

## Televisão
- TV Anhanguera (Globo) canal digital 58.1
- TV Serra Dourada (SBT) canal digital 32.1
- TV Canção Nova canal digital 15.1